# Calyptrophora wyvillei
Calyptrophora wyvillei är en korallart som beskrevs av Wright 1885. Calyptrophora wyvillei ingår i släktet Calyptrophora och familjen Primnoidae. Inga underarter finns listade i Catalogue of Life.